# Sommieria leucophylla
Espèce
Classification phylogénétique
Espèces de rang inférieur
- Sommieria leucophylla

Synonymes
- Sommieria elegans  Becc.	(1877)
- Sommieria affini  Becc. (1914)

Sommieria leucophylla est une espèce de petits palmiers donc dans la famille des Arecaceae originaire de Nouvelle-Guinée.

## Classification
- Sous-famille des Arecoideae
  - Tribu des Pelagodoxeae

### Taxonomie
Sommieria leucophylla a été décrit par Odoardo Beccari et publié dans la revue Malaysia Raccolta ... 1: 67. En 1877  .

#### Étymologie
Sommieria : nom générique qui rend hommage à Stefano Sommier, botaniste italien (1842-1922). 
Leucophylla : épithète latine signifiant « avec des feuilles blanches »  (...sur le revers).

## Description

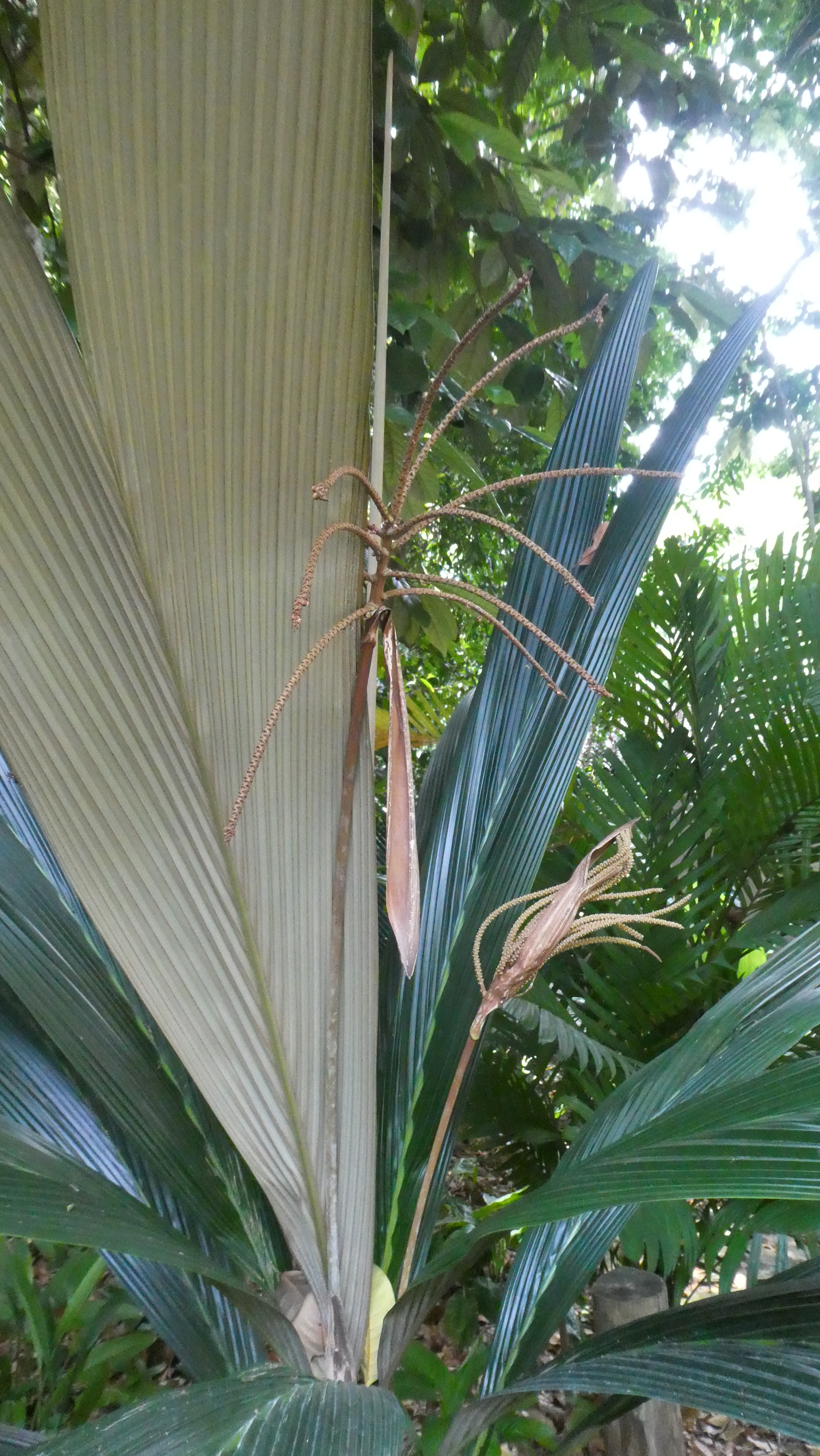
inflorescence du Sommieria

Palmier solitaire, le stipe peut ou non émerger du sol, il n’est pas épineux. Le pétiole court et les nombreuses feuilles lui donnent une couronne harmonieuse, d'un maximum de 40 feuilles , chaque feuille mesure 92 à 180 cm de long et 12 à 30 cm de large, elle est indivisée, irrégulièrement divisée et profondément bifide, avec des gaines densément tomenteuses qui se désintègrent en une masse fibreuse à la base. L'inflorescence est interfoliaire et dressée, à peu près aussi longue que les feuilles et ramifiée à un ordre. Le pédoncule est long et élancé, la bractée pédonculaire unique est tubulaire et portée à l'extrémité du pédoncule, enfermant les fleurs avant l'anthèse. Le rachis court porte généralement peu de rachilles, disposées en spirale, chacune sous-tendue par une petite bractée.
Ce palmier est monoïque, un même individu possède donc des fleurs mâle et des fleurs femelle.  
Les fleurs staminées  ( ♂ ) sont asymétriques et portées en triades avec trois sépales valvaires distincts et trois pétales épais. Il y a environ 60 étamines à filaments très courts, les anthères allongées et basifixées portent un pollen triangulaire avec une exine réticulée et tectée.
Les fleurs pistillées ( ♀ ) deviennent plus grandes que les fleurs mâle, les trois sépales ont des côtés arrondis et des bouts pointues et les pétales sont asymétriques avec des pointes de valvate épaisses. Il y a trois à six petits staminodes triangulaires et le gynécée est ovoïde et couvert d'écailles brunes. Les trois stigmates sont apicaux et réfléchis; l'ovule est pendant. L'épicarpe rose vif à rouge des petits fruits ronds se détache en exposant le mésocarpe brun verruqueux. La graine unique est sphérique avec un endosperme homogène et un embryon sous-basal .

## Distribution et habitat

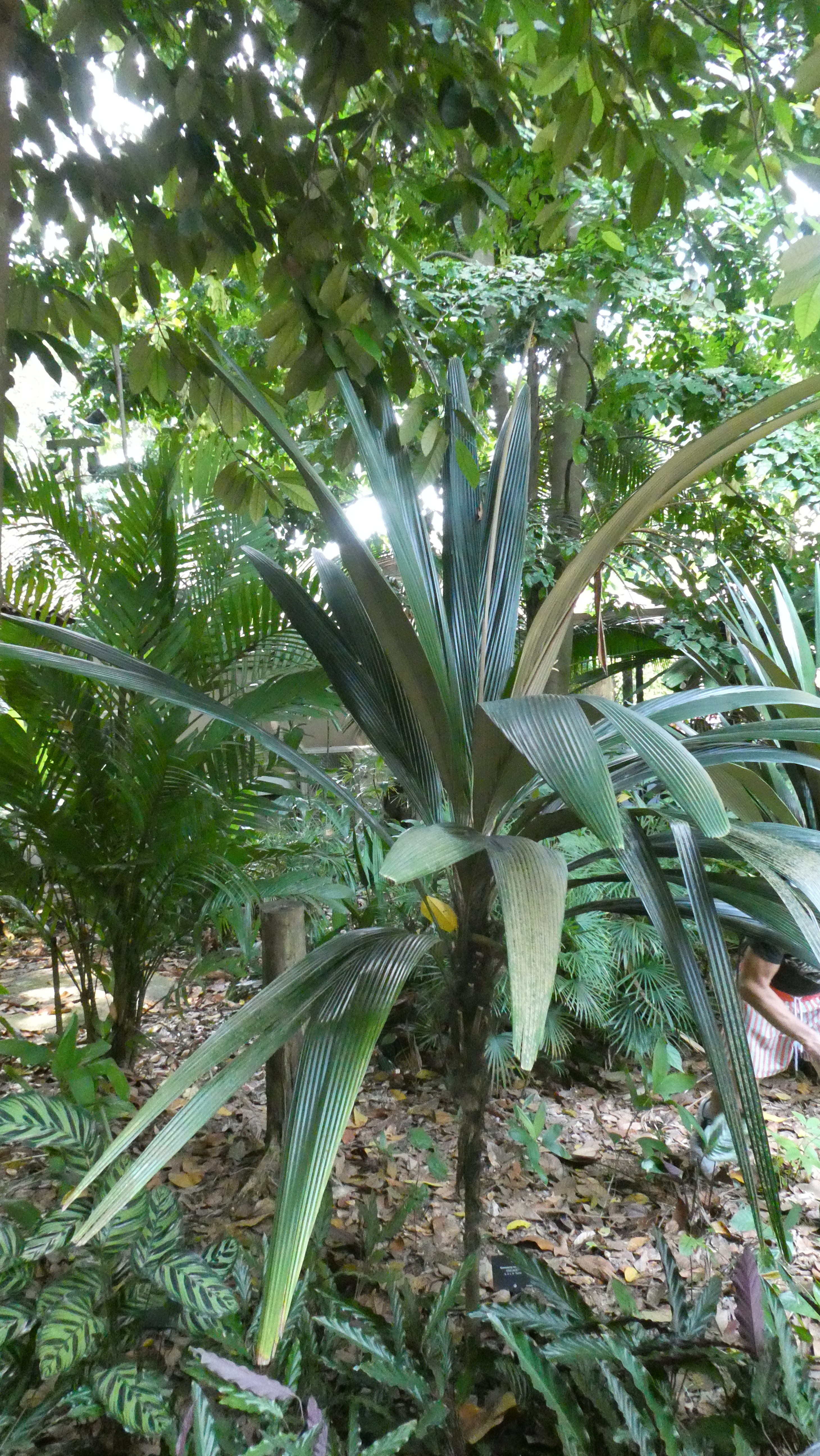
S. leucophylla avec un début de Stipe.

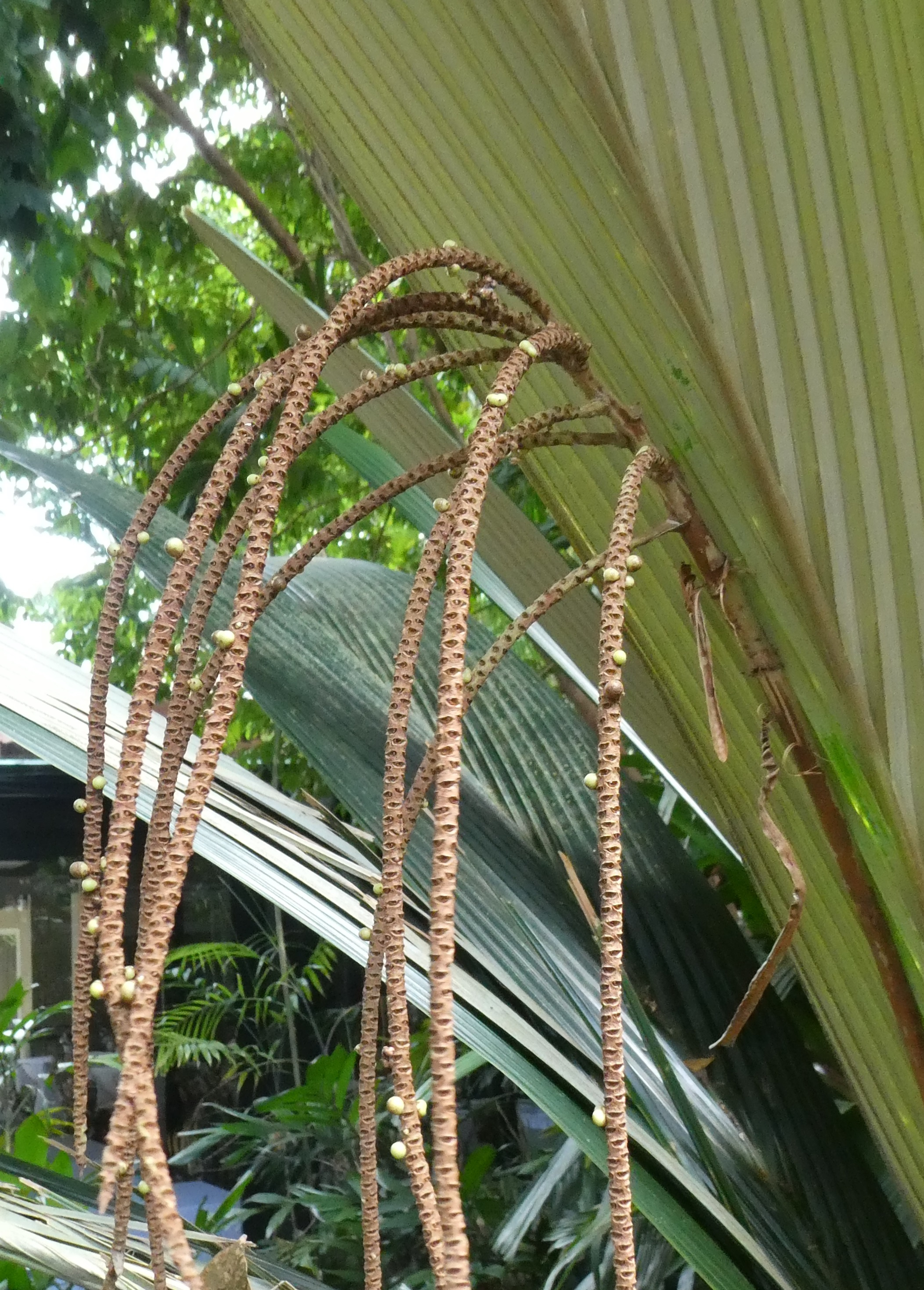
Infrutescence avec quelques fruits du S. leucophylla.

On le trouve, pour être précis, dans l'ouest de l'Irian Jaya et en Papouasie-Nouvelle-Guinée où il est limité au sous-étage dense de la forêt tropicale. Là, ils poussent à l'ombre constante ou à la lumière filtrée avec une humidité élevée et des précipitations régulières. Ils ne sont pas très couramment cultivés et n'ont aucune utilisation connue.